# Blek sommartrattskivling
Blek sommartrattskivling (Clitocybe catinus) är en svampart som först beskrevs av Elias Fries, och fick sitt nu gällande namn av Lucien Quélet 1872. Clitocybe catinus ingår i släktet Clitocybe och familjen Tricholomataceae.   Inga underarter finns listade i Catalogue of Life.
I den svenska databasen Dyntaxa används istället namnet Infundibulicybe catinus för samma taxon.  Arten är reproducerande i Sverige.